# East Stirlingshire Football Club
O East Stirlingshire Football Club é um clube de futebol da cidade de Falkirk, na Escócia. Foi fundado em 1880, como Bainsford Britannia, e joga atualmente na Quarta Divisão escocesa.
Manda suas partidas no Ochilview Park, cuja capacidade é de 3.776 lugares. Suas cores são preto e branco (uniforme titular) e vermelho (uniforme reserva).
O East Stirligshire foi a primeira equipe comandada por Alex Ferguson, ex-treinador do Manchester United. No clube, Ferguson ganhava 40 libras esterlinas por mês.

## Títulos
- Scottish Championship (2ª Divisão): 1
  - 1931-1932

- Scottish Football League Second Division (3ª Divisão): 1
  - 1947-1948

- Scottish Qualifying Cup: 2
  - 1888-1889, 1910-1911